# Liste der Museen im Landkreis Regen
Die Liste der Museen im Landkreis Regen  gibt einen Überblick über aktuelle und ehemalige Museen im Landkreis Regen in Bayern.

## Aktuelle Museen
| Gemeinde             | Name                                    | Kurzbeschreibung | gegründet/ eröffnet | Träger                                 | Standort                        | Bild           | Link |
| -------------------- | --------------------------------------- | --- | ------------------- | -------------------------------------- | ------------------------------- | -------------- | ---- |
| Bayerisch Eisenstein | Localbahnmuseum Bayerisch Eisenstein    | Das Localbahnmuseum Bayerisch Eisenstein präsentiert die Geschichte der Bayerischen Localeisenbahn von 1876 bis zur Gegenwart. Es zeigt Dampf- und Diesellokomotiven, historische Wagen, Draisinen, Drehscheiben, Eisenbahnzubehör und gibt Informationen zur bayerischen Eisenbahngeschichte. |                     | Bayerischen Localbahn Verein           | ehemaliger Lokschuppen          | weitere Bilder |      |
| Bayerisch Eisenstein | NaturparkWelten Grenzbahnhof Eisenstein | Die NaturparkWelten im Grenzbahnhof zeigen auf fünf Ebenen die Vielfalt des Naturparks Bayerischer Wald. Schwerpunkte sind Fledermäuse, der Große Arber, die Geschichte des Skisports, die Geschichte des Eisenbahnbaus und eine Modelleisenbahnwelt. |                     | Naturpark Bayerischer Wald             | Grenzbahnhof                    | weitere Bilder |      |
| Bodenmais            | Besucherbergwerk am Silberberg          | Das historische Besucherbergwerk am Silberberg präsentiert bei einer geführten Besichtigung Maschinen und Förderschächte in Funktion. In den angeschlossenen Ausstellungsräumen werden Modelle von Gerätschaften und im Bergwerk gefundene Minerale gezeigt. |                     |                                        | Silberberg                      | weitere Bilder |      |
| Bodenmais            | Museum Kammersänger Bernd Weikl         | Das Museum Kammersänger Bernd Weikl dokumentiert das Wirken des Sängers Bernd Weikl mit Plakaten, Auszeichnungen, Büchern, Videos und Tonaufnahmen. |                     |                                        | Altes Rathaus                   | weitere Bilder |      |
| Frauenau             | Glasmuseum Frauenau                     | Das Glasmuseum Frauenau präsentiert die Kulturgeschichte des Glases von den Anfängen im Zweistromland bis heute. Eine Abteilung „Glas der Moderne“ zeigt künstlerische Glaswerke des 20. und 21. Jahrhunderts | 1975                | Freistaat Bayern                       | Am Museumspark                  | weitere Bilder |      |
| Geiersthal           | Burgmuseum Altnußberg                   | Das Burgmuseum zeigt Funde, die bei Ausgrabungsarbeiten in der Ruine der Burg Altnußberg gemacht wurden, unter anderem Waffen, Schmuck, Hausrat und Geräte aus dem 13. bis 15. Jahrhundert. |                     |                                        | Burg Altnußberg Burg Altnußberg | weitere Bilder |      |
| Lindberg             | Bauernhausmuseum Lindberg               | Das Bauernhausmuseum zeigt in einem Blockbauweise errichteten Bauernhof eine volkskundliche Sammlung. Das zugehörige Austragshaus dient als Museumsgaststätte. Eine hierher translozierte Kapelle zeigt religiöse Bilder und hat in ihrem Turm eine funktionierende Glasglocke. | 1975                | Förderverein Bauernhausmuseum Lindberg | Kuchlerhof                      | weitere Bilder |      |
| Regen                | Museum im Fressenden Haus               | Das „Fressende Haus“, auch „Dichterturm“ genannt, war ursprünglich der Getreidekasten der Burg Weißenstein und viele Jahre Wohnsitz des Dichters Siegfried von Vegesack, an den die Dichterstube des Museums erinnert. Ferner zeigt das Museum 1200 farbenprächtige Schnupftabakdosen und archäologische Fundstücke aus der Zeit vom 14. bis zum 17. Jahrhundert. | 1984                | Stadt Regen                            | Burg Weißenstein                | weitere Bilder |      |
| Regen                | Niederbayerisches Landwirtschaftsmuseum | Das Niederbayerische Landwirtschaftsmuseum dokumentiert die niederbayerische Agrar- und Sozialgeschichte vom 18. bis zum frühen 20. Jahrhundert mit zahlreichen Objekten aus allen Bereichen des bäuerlichen Lebens und Inszenierungen. Es zeigt die Entwicklung von hölzernen Geräten bis hin zu Dresch- und Dampfmaschinen und Traktoren dokumentiert sowie deren Auswirkungen auf die ländliche Gesellschaft.                                                                      |                     | Stadt Regen                            | Ehemaliges Landratsamt          | weitere Bilder |      |
| Viechtach            | Kristallmuseum Viechtach                | Das Kristallmuseum zeigt Über 2000 Mineralien, darunter 200 Opale, ein 600 kg schwerer Amethyst, Bergkristalle und leuchtende UV-Mineralien. Zusätzlich behandelt das Museum das Naturdenkmal „Pfahl“, einen Quarzgang, der nahe Viechtach an die Oberfläche tritt. | 1994                |                                        | Linprunstraße                   | weitere Bilder |      |
| Viechtach            | Museum Viechtach                        | Das Museum Viechtach präsentiert in drei Bereichen eines etwa 300-jährigen Handwerkerhauses die Orts- und Regionalgeschichte der Stadt. Historischen Aufnahmen geben einen Einblick in die bauliche Entwicklung und das Leben in Viechtach seit Ende des 19. Jahrhunderts. Die Leinenabteilung dokumentiert Flachsanbau und -bearbeitung sowie die Leinenweberei in Viechtach. Exponate zum Thema Volksfrömmigkeit stellen die bedeutenden Rolle der Religion im täglichen Leben dar. | 1999                |                                        | Regerstraße                     |                |      |
| Zachenberg           | Heimatmuseum Vorderdietzberg            | Das Heimatmuseum in Vorderdietzberg zeigt mehrere Räume im Originalzustand, darunter Bauernstube mit Kachelofen, Speis, Kuchel, Dienstboten-Kammer und Bauernschlafzimmer, sowie eine haus- und landwirtschaftliche Gerätesammlung. |                     |                                        | Krausenhof                      |                |      |
| Zwiesel              | Waldmuseum Zwiesel                      | Hauptschwerpunkt des Waldmuseums ist die Kultur- und Naturgeschichte des Bayerischen Waldes mit Flora, Fauna und Holzwirtschaft. Weitere Schwerpunkte sind die Glashütten des Bayerischen Walds und die Geschichte der Stadt Zwiesel | 1966                |                                        | Ehemalige Mädchenschule         | weitere Bilder |      |

## Ehemalige Museen
| Gemeinde | Name                           | Kurzbeschreibung | gegründet/ eröffnet | geschlossen/ aufgelöst | Träger         | Standort           | Bild           | Link |
| -------- | ------------------------------ | --- | ------------------- | ---------------------- | -------------- | ------------------ | -------------- | ---- |
| Regen    | Bergreichensteiner Heimatstube | Die Bergreichensteiner Heimatstube war im Dachgeschoss des Rathauses untergebracht. Sie zeigte vor allem Paramente, Kirchen-Fahnen, Kreuze, Heiligenbilder, Möbel, Stickereien und Zeitungsausschnitte aus der böhmischen Bergbaustadt Bergreichenstein (Kašperské Hory). Teile der Sammlung wurden in das Heimatmuseum Niemes und Prachatitz in Ingolstadt und in das Bauernhausmuseum Lindberg verbracht. |                     | 2019                   |                | Rathaus            |                |      |
| Zwiesel  | Glasmuseum Theresienthal       | Das Glasmuseum war im Erdgeschoss des Museumsschlösschens Theresienthal eingerichtet und zeigte Glaskunst in 7 Räumen. |                     | 2020                   | Gangkofner OHG | Museumsschlösschen | weitere Bilder |      |